# Maamingili (Alif Dhaal)
Maamingili (malediw. މާމިގިލި) – wyspa na Malediwach, w atolu Alif Dhaal. Według danych na rok 2014 liczyła 2359 mieszkańców.